# イグナティオス4世 (アンティオキア総主教)
イグナティオス4世ハジム（1921年8月28日 - 2012年12月5日、アラビア語:  إغناطبوس الرابع هزيم، بطريرك أنطاكيا وسائر المشرق ）は、正教会のアンティオキア総主教。

## 生涯
ハマー県のムハルデに生まれる。敬虔なアラブ人正教徒の家庭に生まれ育った。レバノンのベイルートで文学を学んでいる時期に地元の正教会の奉神礼に与るようになり、堂役を務め、のち輔祭となる。1945年にはパリに赴き、聖セルギイ神学院を卒業。中東に帰るとレバノンにバラマンド大学（University of Balamand）を設立した。
1961年に主教叙聖、1970年に府主教となり、1979年7月2日、アンティオキア総主教として着座。アンティオキア教会の聖シノドにダイナミズムをもたらし、人々と親しく交わり、教会生活・精神生活の向上に努めた。
2012年12月5日、ベイルートの病院で死去。91歳没。